# Џаспер (Тексас)
Џаспер (енгл. Jasper) град је у америчкој савезној држави Тексас. По попису становништва из 2010. у њему је живело 7.590 становника.

## Демографија
Према попису становништва из 2010. у граду је живело 7.590 становника, што је 657 (8,0%) становника мање него 2000. године.
| Група             | 2000.         | 2010.         |
| Белци             | 3.767 (45,7%) | 3.177 (41,9%) |
| Афроамериканци    | 3.621 (43,9%) | 3.372 (44,4%) |
| Азијати           | 58 (0,7%)     | 111 (1,5%)    |
| Хиспаноамериканци | 706 (8,6%)    | 822 (10,8%)   |
| Укупно            | 8.247         | 7.590         |